# 貞顕王后
貞顕王后 尹氏（ていけんおうこう いんし、チョンヒョンワンフ ユンシ、1462年7月21日 – 1530年9月13日）は、李氏朝鮮第9代国王成宗の正室（継室）で第11代国王中宗の実母。鈴原府院君尹壕（いん ごう、ユン・ホ、윤호、1424年 - 1496年）と正室延安府夫人田氏の娘。本貫は坡平尹氏。名は昌年。

## 生涯
世祖8年（1462年）に誕生。成宗4年（1473年）に後宮として王宮に入り淑儀に封じられた。成宗10年（1479年）6月2日に王妃尹氏が廃位され庶人に身分を落とされると、翌成宗11年（1480年）10月に継室に選ばれ、同年11月8日に王妃に封じられた。また実母を廃位および賜死によって失った元子燕山君の嫡母となった。淑儀であった1478年に翁主（後の順淑公主）を出産、王妃となった後に慎淑公主と王子晋城大君（後の中宗）を出産したが成人したのは晋城大君だけであった。
燕山君が即位して国王となった事に伴い大妃となり、燕山君2年（1496年）に慈順の尊号を受けて慈順王大妃と称されるようになった。燕山君11年（1505年）には尊号に和恵が加えられ称号が慈順和恵王大妃となった。1506年9月2日に起きた中宗反正の際は事が起こる前に上啓を受けている。
中宗25年（1530年）8月22日に崩御。中宗の2番目の王妃である章敬王后が産褥死した時は一時期元子（後の仁宗）を代わって保護し育てていた。同年9月、諡号が貞顕王后、徽号が昭懿欽淑と定められ、また遺言に従い夫の成宗の墓所である宣陵に埋葬される事となった。

## 家系
- 父: 尹壕
- 母: 延安府夫人田氏
  - 兄: 尹殷老（生没年不詳）
  - 弟: 尹湯老（朝鮮語版）（1466年 - 1508年）

- 夫: 成宗
  - 順淑公主（朝鮮語版）（1478年 - 1488年）
  - 慎淑公主（朝鮮語版）（1485年 - 1486年）
  - 晋城大君/中宗 李懌（1488年 - 1544年）

## 貞顕王后が登場する作品
映画
- 燕山日記（朝鮮語版）（1987年、配役: パン・ヒョジョン（朝鮮語版））

テレビドラマ
- 朝鮮王朝五百年 風蘭（MBC1985年、配役: チェ・ミョンギル）
- 王朝の暁 〜趙光祖伝〜（KBS1996年、配役: キム・ジャオク）
- 王と妃（KBS1998-2000年、配役: ユン・ジスク（朝鮮語版））
- 女人天下（SBS2001-2002年、配役: イ・ボヒ（朝鮮語版））
- 宮廷女官チャングムの誓い（MBC2003-2004年、配役: オム・ユシン（朝鮮語版））
- 王と私（SBS2007-2008年、配役: イ・ジン）
- インス大妃（JTBC2011-2012年、配役: コ・ジョンミン（朝鮮語版））
- 逆賊-民の英雄ホン・ギルドン-（MBC2017年、配役: キム・ギョンファ（朝鮮語版））
- 七日の王妃（KBS2017年、配役: ト・ジウォン（朝鮮語版））